# Episodi di Un ciclone in convento (ventesima stagione)
La ventesima ed ultima stagione di Un ciclone in convento è stata trasmessa in prima visione assoluta sul canale tedesco Das Erste dal 30 marzo al 15 giugno 2021. Questa stagione è l'ultima della serie e sancisce la sua chiusura.
In Italia è stata trasmessa in prima visione assoluta su Rai 2 dal 2 aprile al 1º agosto 2022.
| nº | Titolo originale        | Titolo italiano         | Prima TV originale | Prima tv Italia | Telespettatori | Share |
| -- | ----------------------- | ----------------------- | ------------------ | --------------- | -------------- | ----- |
| 1  | Plötzlich reich         | Noblesse oblige         | 30 marzo 2021      | 2 aprile 2022   | 363.000        | 3,10% |
| 2  | Bühnenreif              | Si va in scena          | 30 marzo 2021      | 1º maggio 2022  | 221.000        | 2,10% |
| 3  | Abflug                  | Fuga                    | 6 aprile 2021      | 21 giugno 2022  | 335.000        | 4,10% |
| 4  | Gerüchte                | Senza alcun diritto     | 13 aprile 2021     | 24 giugno 2022  | 350.000        | 4,10% |
| 5  | Liebe kennt kein Alter  | L'amore non conosce età | 20 aprile 2021     | 27 giugno 2022  | 172.000        | 3,30% |
| 6  | Gnadenbrot              | Sempre storie di soldi  | 27 aprile 2021     | 27 giugno 2022  | 347.000        | 4,00% |
| 7  | Positiv                 | Questione di tolleranza | 4 maggio 2021      | 4 luglio 2022   | 240.000        | 4,50% |
| 8  | Pechvogel               | Una vera sfortuna       | 11 maggio 2021     | 4 luglio 2022   | 451.000        | 5,30% |
| 9  | Späte Wahrheit          | Tarda verità            | 18 maggio 2021     | 11 luglio 2022  | 263.000        | 5,10% |
| 10 | Gefährliche Liebe       | Amore pericoloso        | 25 maggio 2021     | 11 luglio 2022  | 522.000        | 6,40% |
| 11 | Doppelleben             | Doppia vita             | 1º giugno 2021     | 14 luglio 2022  | 273.000        | 5,30% |
| 12 | Selbstvertrauen         | Fiducia in sé stessi    | 8 giugno 2021      | 1º agosto 2022  | 258.000        | 5,30% |
| 13 | Hindernisse des Herzens | Ostacoli del cuore      | 15 giugno 2021     | 1º agosto 2022  | 472.000        | 5,80% |